# 房豹
房 豹（ぼう ひょう、生没年不詳）は、北斉の官僚。字は仲幹。本貫は東清河郡繹幕県。兄の房熊は房玄齢の祖父。

## 人物・経歴
房翼（房法寿の子）の子として生まれた。成人するとその容貌は魁偉で、言葉のリズムは美しかった。開府参軍を初任とし、行台郎中を兼ね、慕容紹宗に従った。慕容紹宗は水厄があると自分でいいながら、戦艦の中で水浴びをしたり、水に潜ったりしていた。房豹は「命は天にあるもので、人の理によって延ばすことはできません。船に乗って水に入りながら災いを防ぐことはできません。どうして岸の上で指揮して安全を確保されないのですか」と言ってたしなめた。慕容紹宗は「俗事を避けられないのは、また仕方のないことだ」といって笑った。ほどなく慕容紹宗は溺死の憂き目に遭ったので、世間の人は房豹のことを機微を知っている者とみなした。
河清年間、房豹は謁者僕射に任じられた。後に西河郡太守として出向した。西河郡は北周と境を接し、稽胡と雑居する土地柄であったが、房豹は清廉穏健な統治で成績を挙げた。博陵郡太守に転じ、また有能で知られた。楽陵郡太守に転じた。楽陵郡は海に近い土地で、水は塩気が多かったが、房豹が命じて井戸を掘らせると、甘泉が湧き出した。房豹が離任すると、井戸の水はまた塩辛くなったという。北斉が滅亡すると郷里に帰り、菜園を作って自らを養った。たびたび召命があったが、病を理由に断った。家で死去した。子がなく、兄の房熊の子の房彦詡が後を嗣いだ。

## 伝記資料
- 『北斉書』巻46 列伝第38
- 『北史』巻39 列伝第27